# Hexaborano-10
Hexaborano, também chamado de hexaborano(10) para distingui-lo do hexaborano(12) (B
6H
12
), é um cluster de hidreto de boro (borano) com a fórmula B
6H
10
. É um líquido incolor e instável ao ar.

## Estrutura

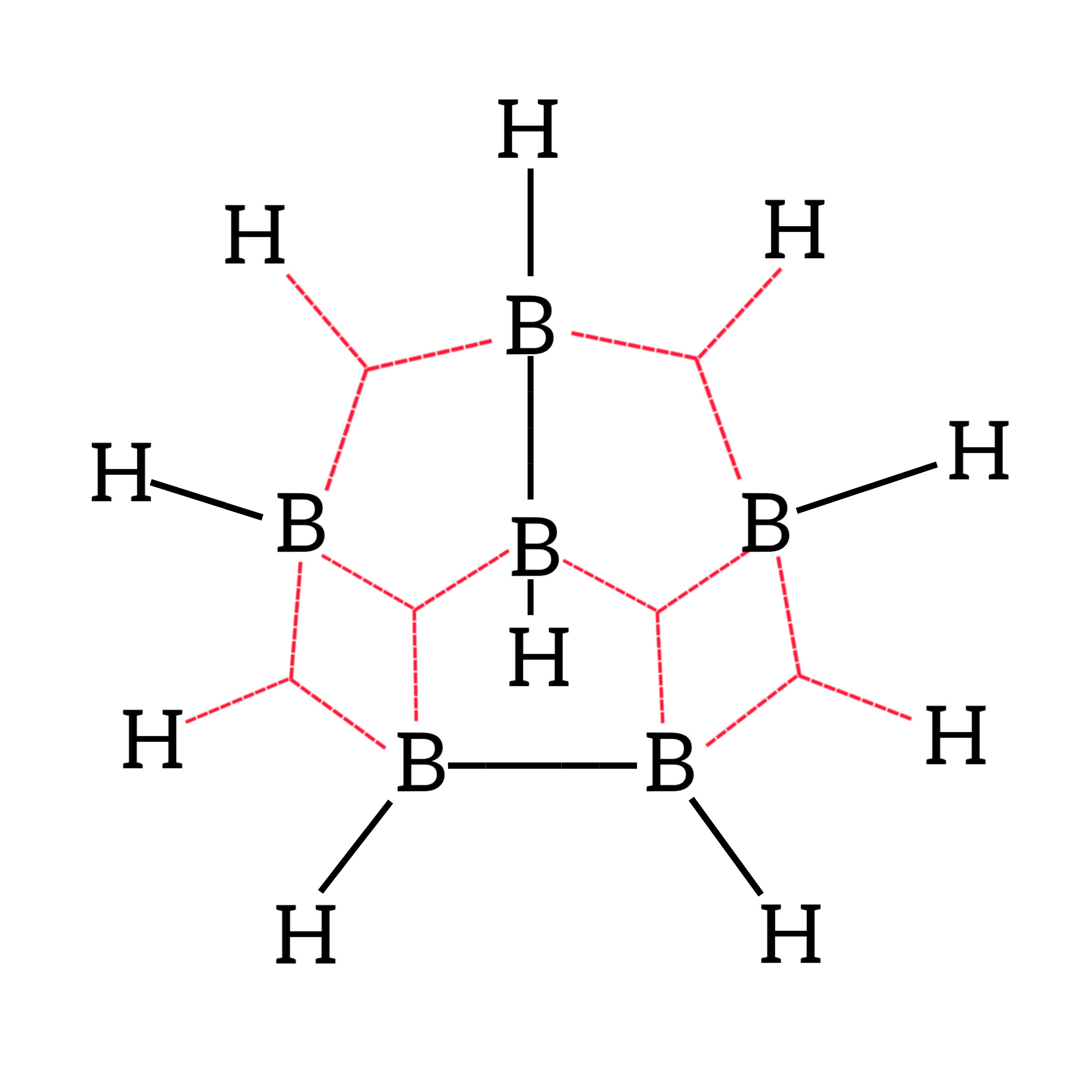
Estrutura molecular do hexaborano-10. As ligações representadas por traços sólidos pretos são ligações covalentes convencionais. Os traços pontilhados em vermelho representam as ligações 3c-2e.

Hexaborano(10) é classificado como um cluster do tipo nido.:152 Os átomos de boro definem uma pirâmide pentagonal, com quatro átomos de hidrogênio em ponte e seis terminais. O grupo pontual da molécula é Cs.
A estrutura do B
6H
10
 constitui-se em seis átomos de boro organizados nos vértices de uma pirâmide de base pentagonal. Cada um dos seis átomos de boro encontra-se ligado radialmente a um átomo de hidrogênio por meio de uma ligação covalente simples B–H, com os quatro hidrogênios restantes sendo compartilhados entre quatro dos cinco boros da base piramidal sobre as arestas das bordas, estando ligados, cada um, a dois átomos de boro através de ligações tricentradas com dois elétrons (3c-2e) B-H-B. Apenas uma das arestas da base possui uma ligação 2c-2e B–B direta.
O esqueleto dessa estrutura contém, ao todo, duas ligações covalentes simples B–B (uma entre o boro do topo e um da base da pirâmide, e a outra entre dois boros vizinhos na base) e duas ligações tricentradas B-B-B entre o boro do topo e os outros boros da base. Todas as ligações do esqueleto poliédrico, exceto a ligação B–B da base pentagonal, encontram-se deslocalizadas num híbrido de ressonância semelhante ao dos hidrocarbonetos aromáticos.[carece de fontes?]

## Síntese e Reações
Uma rota de laboratório começa com a bromação do pentaborano (11) seguida pela desprotonação do brometo para dar [BrB
5H
7]–
 . Este cluster aniônico é reduzido com diborano para dar o produto neutro:
2K[B
5H
7Br] + B
2H
6 → 2KBr + 2B
6H
10
Também pode ser gerado pela pirólise do pentaborano-11.
B
6H
10
 pode ser desprotonado para dar [B
6H
9]–
 (com perda de um hidrogênio em ponte) ou protonado para dar [B
6H
11]+
 (com protonação da ligação B–B da base da pirâmide e consequente inserção de mais um hidrogênio em ponte). Pode atuar como uma base de Lewis para radicais borano reativos, formando vários clusters do tipo conjuncto. Também pode coordenar-se a íons metálicos como um ligante.
Hexaborano-10 é um composto altamente reativo e um forte agente redutor. É altamente inflamável, e seus vapores podem formar misturas explosivas em contato com o ar. Reage com água quente para produzir uma solução de ácido bórico com liberação de gás hidrogênio.
B
6H
10 + 18H
2O  →  6H
3BO
3 + 14H
2

## Química de coordenação
O par de elétrons da ligação B–B fixa na base da pirâmide pentagonal do hexaborano pode atuar como base de Lewis e coordenar certos centros metálicos em alguns complexos de coordenação de metais de transição, atuando de forma semelhante à ligação pi de alcenos em complexos hápticos metálicos. Esse processo converte a ligação dicentrada B–B em uma ligação tricentrada fechada B-M-B (a qual é semelhante às ligações B-H-B dos outros átomos da base da pirâmide). Um exemplo é o complexo formado entre o hexaborano-10 e o nonacarbonilo de ferro ([Fe
2(CO)
9]
):
[Fe
2(CO)
9] + 2B
6H
10  →  2[Fe(CO)
4(η²B
6H
10)] + CO
Duas moléculas de hexaborano reagem com cloreto de platina(II) para formar o complexo [PtCl
2(η²B
6H
10)
2]
.
Tricloreto de boro e tris(isobutil) alumínio reagem com o hexaborano-10 para formar adutos, nos quais também é observado a doação do par de elétrons da ligação B–B basal para o átomo ácido de Lewis.
B
6H
10 + BCl
3  →  B
6H
10•BCl
3
B
6H
10 + Al
(i-C
4H
9
)3 →  B
6H
10
•Al(i-C
4H
9
)3